# Шарпантро, Жак
Жак Шарпантро́ (фр. Jacques Charpentreau; 25 декабря 1928, Ле-Сабль-д’Олон — 8 марта 2016, Париж) — французский писатель, поэт и эссеист. Автор многочисленных сборников поэзии и прозы для детей и взрослых, составитель поэтических антологий, исследователь и популяризатор поэзии.

## Биография и творчество
Жак Шарпантро родился в 1928 году. С 1941 года учился в коллеже Шапталь в Париже. Получил педагогическое образование, преподавал французский язык вначале в начальной, затем в средней школе. Вплоть до выхода на пенсию в 1984 году совмещал преподавание с литературным творчеством.
Начал публиковаться в 1955 году. В общей сложности выпустил около тридцати поэтических сборников, несколько сборников сказок и рассказов, две книги поэтических переводов, три словаря (в том числе «Словарь французской песни» и «Словарь поэтов и поэзии»), около пятнадцати эссе и около пятидесяти поэтических антологий.
Особое место в творчестве Шарпантро занимают произведения для детей. Его детской поэзии присуще игровое начало; он стремится знакомить юных читателей с самыми разнообразными поэтическими формами и приёмами. Клод Руа называл его «Жак, играющий со словами» (Jacques le joueur de mots) и замечал, что Шарпантро «пишет такие книги, которые родители покупают для своих детей с тайным желанием прочесть их самим». Михаил Яснов, отзываясь о Шарпантро как об одном из «ведущих детских поэтов», писал о нём: «На всех уровнях стиха — от простых аллитераций и ассонансов до раритетных игровых форм — Шарпантро подчёркивает многообразие мира, любое явление которого может стать поэзией».
Шарпантро вёл активную издательскую и просветительскую деятельность, прежде всего связанную с популяризацией поэзии среди юных читателей. Он был вице-президентом Информационно-исследовательского центра литературы для юношества. В 1989 году стал президентом парижского Дома поэзии и оставался им вплоть до смерти в 2016 году. Под его руководством Домом поэзии издавались книги и собственный журнал, проводились литературные встречи, поэтические вечера и конференции, присуждались премии в области поэзии для детей и юношества. С 1990 года Шарпантро возглавил в издательстве Hachette Jeunesse серию Fleurs d’encre, в которой вышел ряд антологий поэзии для детей. В общей сложности под его редакцией было издано несколько десятков поэтических сборников для юных читателей.
Жак Шарпантро — лауреат ряда литературных премий, в том числе Большой премии общества французских поэтов (Grand Prix de la Société des Poètes Français), Премии общества литераторов (Prix de la Société des Gens de Lettres), Премии Дома поэзии, Премии Альфреда де Виньи, Большой поэтической премии SACEM и др. За произведения для детей был награждён Премией юных лет (Prix Jeunes Années) и Премией Фонда Франции (Prix de la Fondation de France). Его «Словарь французской поэзии» (Dictionnaire de la Poésie française, 2007) был отмечен Премией Жоржа Дюмезиля, присуждаемой Французской академией.
Поэзия Шарпантро неоднократно переводилась на разные языки. На русском языке его стихотворения публиковались в переводах Михаила Яснова. Шарпантро входит в число современных поэтов, чьи произведения рекомендованы для изучения французским Министерством образования; его стихотворения включаются в хрестоматии и школьные учебники не только во Франции, но и в других странах. Многие стихи Шарпантро положены на музыку различными композиторами.
Жак Шарпантро умер 8 марта 2016 года в Париже. Двум школам во Франции присвоено его имя.